# Popovac (Atyina)
Popovac (1910 és 1971 között Popovac Voćinski) falu Horvátországban Verőce-Drávamente megyében. Közigazgatásilag Atyinához tartozik.

## Fekvése
Verőcétől légvonalban 24, közúton 38 km-re délkeletre, községközpontjától 4 km-re északra, a Papuk-hegység területén, a Bukovac-patak völgye feletti magaslaton fekszik.

## Története
A település valószínűleg a 18. század elején keletkezett Boszniából érkezett pravoszláv vlachok betelepítésével. Az első katonai felmérés térképén „Dorf Popovacz” néven találjuk. Lipszky János 1808-ban Budán kiadott repertóriumában „Popovacz” néven szerepel. Nagy Lajos 1829-ben kiadott művében „Popovacz” néven 49 házzal, 307 ortodox vallású lakossal szerepel.
1857-ben 268, 1910-ben 382 lakosa volt. 1910-ben a népszámlálás adatai szerint lakosságának 92%-a szerb anyanyelvű volt. Verőce vármegye Szalatnoki járásának része volt. Az első világháború után 1918-ban az új szerb-horvát-szlovén állam, majd később (1929-ben) Jugoszlávia része lett. 1991-ben a falu lakosságának 95%-a szerb nemzetiségű volt. A délszláv háború idején a település 1991 októberének elején már szerb ellenőrzés alatt volt. A horvát hadsereg 136. slatinai dandárja az Orkan-91 hadművelet során 1991. december 15-én foglalta vissza. A szerb lakosság elmenekült. 2011-ben már nem volt állandó lakossága.

## Lakossága
| Lakosság változása | Lakosság változása | Lakosság változása | Lakosság változása | Lakosság változása | Lakosság változása | Lakosság változása | Lakosság változása | Lakosság változása | Lakosság változása | Lakosság változása | Lakosság változása | Lakosság változása | Lakosság változása | Lakosság változása | Lakosság változása |
| ------------------ | ------------------ | ------------------ | ------------------ | ------------------ | ------------------ | ------------------ | ------------------ | ------------------ | ------------------ | ------------------ | ------------------ | ------------------ | ------------------ | ------------------ | ------------------ |
| 1857               | 1869               | 1880               | 1890               | 1900               | 1910               | 1921               | 1931               | 1948               | 1953               | 1961               | 1971               | 1981               | 1991               | 2001               | 2011               |
| 268                | 253                | 245                | 319                | 322                | 382                | 342                | 359                | 149                | 174                | 144                | 87                 | 50                 | 43                 | 2                  | 0                  |

## Nevezetességei
Pravoszláv harangtornya a 20. század elején épült.